# Queen’s South Africa Medal
Die Queen’s South Africa Medal ist eine britische Auszeichnung, die an Militärpersonal aus Großbritannien und anderen kolonialen Truppen sowie Zivilisten in offizieller Funktion für Verdienste im Zweiten Burenkrieg (1899–1902) in Südafrika vergeben wurde. Hinzu kamen 26 Einsatzspangen für die Teilnahme an besonderen Gefechten oder Aktionen.

## Geschichte
Die Queen’s South Africa Medal wurde im Jahr 1900 von Queen Victoria für Dienste in Südafrika während des Zweiten Burenkrieges (vom 11. Oktober 1899 bis 31. Mai 1902) gestiftet.
Es sind drei Versionen der Auszeichnung bekannt. Da zunächst davon ausgegangen worden war, dass es nur eine kurze Auseinandersetzung sein würde, die noch im Jahr 1900 beendet werden könnte, hatten die ersten Orden die Jahreszahlen „1899“ und „1900“ auf der Rückseite. Rund fünfzig dieser Orden waren verliehen worden, bevor es klar wurde, dass sich der Krieg noch länger hinziehen könnte. Als zweite Version zählen die bereits hergestellten Orden, bei denen ebenso wie in den Gussformen die Jahreszahlen entfernt wurden. Als dritte Version gelten die Orden, die von vorneherein ohne Jahreszahlen hergestellt wurden.

Die drei Versionen der Rückseite
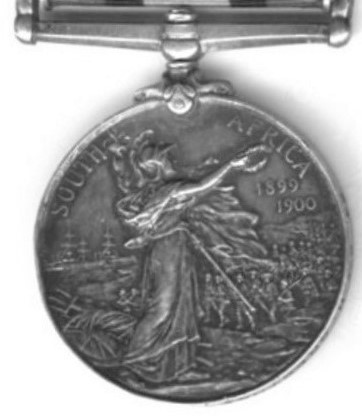
Jahreszahlen 1899, 1900
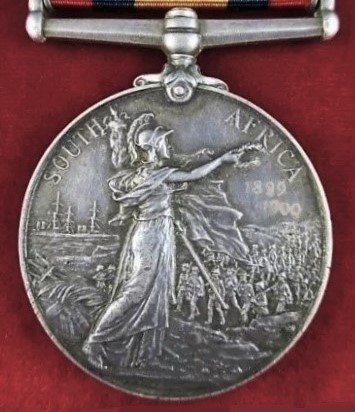
Jahreszahlen weggefeilt
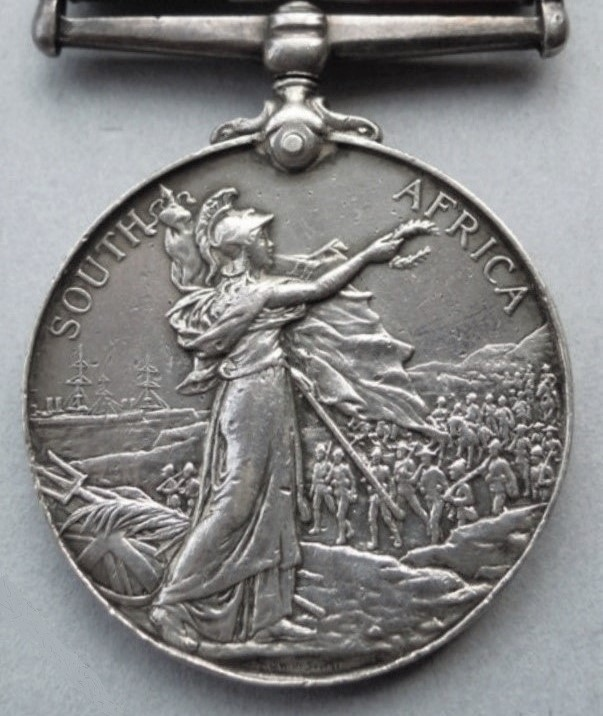
Ohne Jahreszahlen

### Der Zweite Burenkrieg
Eine schlechte Versorgungslage und Krankheiten sowie der Kampf gegen einen disziplinierten und leistungsfähigen Feind mit hervorragenden Reitern und Scharfschützen, die den Guerillakrieg perfektioniert hatten, machten diese Medaille zu einem hart erkämpften Erfolg. Nicht nur, dass die Männer oft auf das Nötigste, wie Nahrung und Wasser, verzichten mussten, auch die Darmerkrankungen forderten mehrere Tausend Todesopfer und zehrten ständig an den verfügbaren Kräften. In den veröffentlichten Verlustlisten sind über 50.000 Namen aufgeführt, während die tatsächliche Zahl aller Verluste, einschließlich der durch Krankheiten verursachten, nach Untersuchungen zeitgenössischer Veröffentlichungen und Berichte auf 97.000 geschätzt wird.

## Verdienste

### Der Orden
Die Queen’s South Africa Medal wurde an alle Angehörige britisch geführter Truppen verliehen, die vom 11. Oktober 1899 bis zum Kriegsende am 31. Mai 1902 in Südafrika dienten. Für die Auszeichnung qualifiziert waren Angehörige der britischen Armee, der Royal Navy, Krankenschwestern in Militärhospitälern, Kolonialtruppen aus Australien, Kanada, Neuseeland und Indien sowie örtlich aufgestellte Truppen aus der Kapkolonie und der Kolonie Natal, auch „hensoppers“ (Kollaborateure, wörtlich „hands-uppers“) aus der Südafrikanischen Republik und dem Oranje-Freistaat; in offiziellen Funktionen tätige Zivilisten, Kriegsberichterstatter und Hilfskräfte aller Nationalitäten, die von der Armee bezahlt wurden. Dies schloss auch das 10. Neuseeländische Kontingent ein, das im Mai 1902 in Durban eintraf, jedoch nicht mehr zum Einsatz kam.
Die Queen’s South Africa Medal war üblicherweise aus Silber. Eine Ausführung in Bronze wurde an indische und nicht kämpfende Hilfskräfte anderer Nationen vergeben, die gleichwohl Sold des britischen Militärs erhielten.
Rund 178.000 Personen erhielten die Auszeichnung. Sie wurde ohne Einsatzspangen an Krankenschwestern und Angehörige der Royal Navy, die nicht an Land eingesetzt wurden, vergeben. Das Gleiche galt für die Wachmannschaften, die auf der Insel St. Helena im Buren Gefängnis eingesetzt waren. Angehörige der Reserve (Militia) die während des Kriegs im Mittelmeer stationiert waren, erhielten die Queen’s Mediterranean Medal, während Offiziere der Handelsmarine, die auf Truppentransportern eingesetzt waren, mit der Transport Medal ausgezeichnet wurden.
Eine gesonderte King’s South Africa Medal wurde im Jahr 1902 von König Eduard VII. gestiftet. Diese zeichnete diejenigen aus, die nach dem 1. Januar 1902 in Südafrika gedient hatten und insgesamt mindestens 18 Monate an den Kämpfen beteiligt gewesen waren, bevor diese am 1. Juni 1902 beendet wurden. Die King‘s Medal wurde stets zusätzlich zu der Queen’s Medal verliehen, die trotz des Todes von Queen Victoria am 22. Januar 1901 ebenfalls bis zum Ende des Krieges vergeben wurde.

### Einsatzspangen

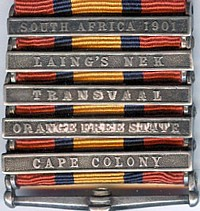
Einsatzspangen (Beispiel)

Zu der Auszeichnung wurde 26 Einsatzspangen verliehen, die Einzeloperationen und Gefechte während des Zweiten Burenkriegs kennzeichneten. Maximal konnten 9 Einzelspangen erlangt werden. Die Army Order 94 vom April 1902 verschaffte den Spangen offiziellen Status.
Einsatzspangen sind in drei Gruppen eingeteilt:
1. Gefechtsspangen wurden für bestimmte Gefechte und Operationen verliehen, wobei in den Fällen Mafeking, Kimberley und Ladysmith nur entweder „Verteidigung“ (defence) oder „Befreiung“ (relief) erworben werden konnte.[1][2]
2. Staatsspangen wurden für Verdienste in Staaten vergeben, in denen keine Einzelaktionen mit Spangen gewürdigt wurden; allerdings wurden die „Cape Colony“ und „Natal“ Spangen nicht zusammen vergeben, sondern nur die „Cape Colony“, wenn der Betroffen für beide Spangen qualifiziert war.[1][2][5]
3. Jahresspangen gab es für 1901 und 1902 („South Africa 1901“, „South Africa 1902“); sie wurden mit der King’s South Africa Medal geschaffen und mit der Queen’s South Africa Medal getragen, wenn dem Empfänger die King’s South Africa Medal nicht zustand.[1][2][6]

Die Einsatzspangen wurden in chronologischer Reihenfolge des zugrunde liegenden Ereignisses von unten nach oben auf dem Ordensband angeordnet. Die nachfolgende Aufstellung zeigt die offizielle Reihenfolge mit Angabe des zu berücksichtigenden Datums:
- CAPE COLONY (11. Oktober 1899 – 31. Mai 1902). Für den Einsatz in der Kapkolonie, sofern keine spezielle Gefechtsspange vergeben wurde.
- NATAL (11. Oktober 1899 – 11. Juni 1900). Für den Einsatz in der Kolonie Natal, sofern keine spezielle Gefechtsspange vergeben wurde und die CAPE COLONY Spange nicht erlangt wurde.
- RHODESIA (11. Oktober 1899 – 25. Mai 1900). Für den Einsatz unter dem Kommando von Lieutenant-General Sir Frederick Carrington und Oberst Herbert Plumer in Rhodesien zwischen dem 11. Oktober 1899 und dem 17. Mai 1900 oder bei der Landung bei Beira, Mosambik, zwischen dem 11. Oktober 1899 und dem 25. Mai 1900.
- RELIEF OF MAFEKING (11. Oktober 1899 – 17. Mai 1900). Für Soldaten, die unter Oberst Plumer, südlich einer durch Palachwe in Betschuanaland Protektorat gezogenen Linie zwischen dem 11. Oktober 1899 und dem 17. Mai 1900 kämpften und denen, die unter Oberst Bryan Mahon von Barkly West am 4. Mai 1900 marschierten.
- DEFENCE OF KIMBERLEY (14. Oktober 1899 – 15. Februar 1900). Verliehen an die Garnison von Kimberley während der Belagerung.
- TALANA (20. Oktober 1899). Verliehen an die Männer, die unter Major General Sir William Penn Symons nördlich eine Linie bei dem Bahnhof von Waschbank kämpften.
- ELANDSLAAGTE (21. Oktober 1899). Für die Kämpfe bei Elandslaagte, Natal, bei denen das rechte Ufer des Flusses Sunday in Natal bei Buys Farm gehalten wurde.
- DEFENCE OF LADYSMITH (3. November 1899 – 28. Februar 1900). Verliehen an die Garnison von Ladysmith während der Belagerung.
- BELMONT (23. November 1899). Verliehen an Soldaten unter Lieutenant General Lord Methuen bei Kämpfen nördlich von Witteputs, Kapkolonie.
- MODDER RIVER (28. November 1899). Verliehen an Soldaten unter Lieutenant General Lord Methuen bei Kämpfen nördlich von Heuningneskloof, Kapkolonie und südlich des Magersfontein Höhenzugs.
- TUGELA HEIGHTS (14. – 27. Februar 1900). Verliehen an die Angehörigen der Natal Field Force für die Operationen nördlich einer Linie bei Chieveley Station.
- RELIEF OF KIMBERLEY (15. Februar 1900). Verliehen an die Soldaten, die unter Lieutenant General John French von Klipdrift zur Befreiung von Kimberley marschierten, und an die Truppen der 6. Division unter Lieutenant General Thomas Kelly-Kenny, die auf 3,5 km an Klipdrift heran kamen.
- PAARDEBERG (17.–26. Februar 1900). Verliehen an die Angehörigen der Einheiten, die gegen General Piet Cronjé im Oranje-Freistaat, Kudusrand Drift vorgingen.
- ORANGE FREE STATE (28. Februar 1900 – 31. Mai 1902). Für den Einsatz im Oranje-Freistaat, sofern keine besondere Einsatzspange für einzelne Gefechte verliehen wurde.
- RELIEF OF LADYSMITH (15. Dezember 1899 – 28. Februar 1900). Für den Einsatz in der Kolonie Natal nördlich von und in Estcourt.
- DRIEFONTEIN (10. März 1900). Für den Dienst im Hauptquartier und in Truppen von Lieutenant General French, die im Oranje-Freistaat von Poplar Grove aus vorstießen.
- WEPENER (9. – 25. April 1900). Für die Verteidigung von Wepener, Oranje-Freistaat.
- DEFENCE OF MAFEKING (13. Oktober 1899 – 17. Mai 1900). Verliehen an die Garnison von Mafeking, Kapkolonie, während der Belagerung.
- TRANSVAAL (24. Mai 1900 – 31. Mai 1902). Für den Dienst in der Südafrikanischen Republik, sofern keine besondere Einsatzspange für einzelne Gefechte verliehen wurde.
- JOHANNESBURG (29. Mai 1900). Verliehen an die Angehörigen der Truppen, die nördlich einer Linie bei der Klip River Station und östlich einer Linie bei Krugersdorp kämpften.
- LAING’S NEK (2. – 9. Juni 1900). Verliehen an Angehörige der Natal Field Force, die am Laing’s Nek Pass nördlich einer Linie bei Newcastle kämpften.
- DIAMOND HILL (11. – 12. Juni 1900). Verliehen an die Angehörigen der Truppen, die östlich einer Linie bei Silverton Siding und nördlich einer Linie durch Vlakfontein kämpften.
- WITTEBERGEN (1. – 29. Juli 1900). Für Teilnahme an den Kämpfen bei Harrismith, Bethlehem, Senekal und Clocolan im Oranje-Freistaat (Grenze zu Basutoland).
- BELFAST (26. – 27. August 1900). Für Teilnahme an den Kämpfen östlich einer Linie bei Wonderfontein, westlich von Dalmanutha Station und nördlich von Carolina.
- SOUTH AFRICA 1901 (1. Januar – 31. Dezember 1901). s. o. Jahresspangen.
- SOUTH AFRICA 1902 (1. Januar – 31. Mai 1902). s. o. Jahresspangen.

Es gibt einige inoffizielle Spangen:
- COLENSO
- GLENCOE
- ORANGE RIVER COLONY
- PIETER’S HILL
- ZAND RIVER

## Beschreibung
Die Queen’s South Africa Medal wurde in Silber und Bronze als Scheibe mit 3,8 cm (1,5 Inch) hergestellt. Der Bügel ist an der Medaille mit einer Klauenhalterung und einer Nadel am oberen Rand der Medaille befestigt.
Vorderseite
Die Vorderseite zeigt ein Bildnis von Königin Victoria, nach links gewandt, gekrönt und verschleiert, mit der Aufschrift „VICTORIA REGINA ET IMPERATRIX“ („Victoria, Königin und Kaiserin“) am oberen Rand.
Rückseite
Die von G. W. de Saulles entworfene Rückseite zeigt Britannia mit der Union Flag in ihrer linken und einem Lorbeerkranz in ihrer rechten Hand. Rechts im Hintergrund marschieren Truppen von der Küste landeinwärts. Im Hintergrund links sind zwei Kriegsschiffe zu sehen, davor Neptuns Dreizack und Britannias Schild im Boden. Um den oberen Rand herum sind die Worte „SOUTH AFRICA“ angebracht.
Einsatzspangen
Die Einsatzspangen wurden mit Nieten am Ordensband untereinander befestigt. Da die Spangen oft erst nach der eigentlichen Auszeichnung verliehen wurden, kam es dazu, dass sie mit inoffiziellen Nieten befestigt oder lose am Ordensband getragen wurden.
Namensgravur

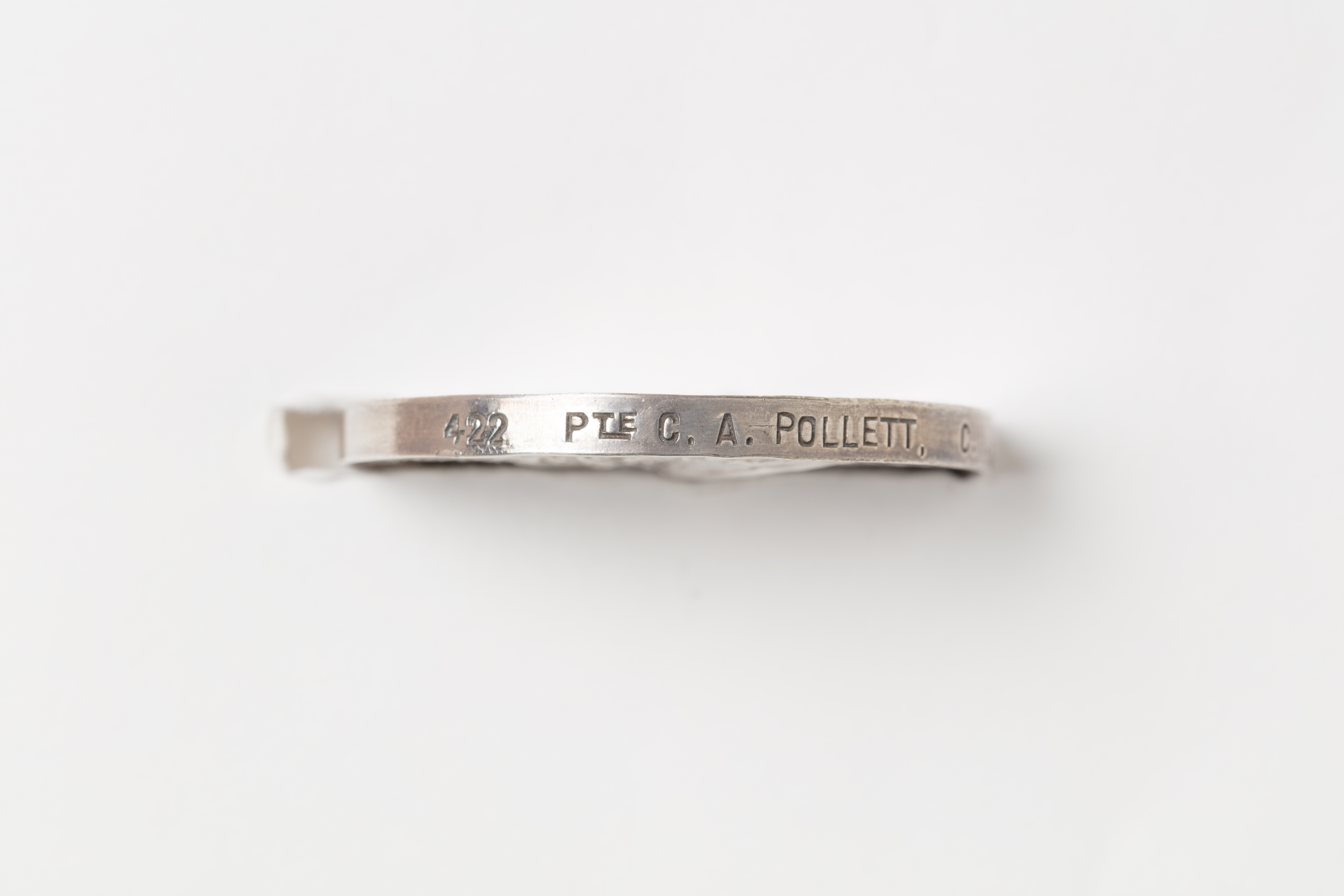
Randprägung Nummer, Dienstgrad, Name

Der Name und die Daten des Empfängers wurden in den Rand der Medaille geprägt, bei einigen Offiziersmedaillen wurde eine Gravur angebracht.
Rund 1.500 Auszeichnungen wurden den Angehörigen der australischen und neuseeländischen Streitkräfte während einer Reise des Thronfolgers und künftigen Königs Georg V. im Jahr 1901 ohne Namensgravur überreicht.
Ordensband
Das Band ist 32 Millimeter breit und besteht aus einem 7 Millimeter breiten roten und einem 4 Millimeter breiten dunkelblauen Streifen, die sich in umgekehrter Reihenfolge wiederholen und durch einen 10 Millimeter breiten orangefarbenen Streifen getrennt sind.

## Trageweise
Die Auszeichnungen für einzelne kriegerische Auseinandersetzungen sind nicht namentlich in der von der Central Chancery of the Orders of Knighthood (britischen Zentralkanzlei der Ritterorden) vorgeschriebenen Trageordnung aufgeführt, sondern sind alle in der Reihenfolge des Datums der Kampagne, für die sie verliehen wurden, nach der Queen’s Medal for Chiefs und vor den Polarmedaillen gruppiert. Demnach wird die Queen’s South Africa Medal nach der East and Central Africa Medal und vor der Queen's Mediterranean Medal eingereiht.
Die britische Reihenfolge für Auszeichnungen im Rahmen des Zweiten Burenkriegs lautet:
- The Queen’s South Africa Medal,
- The Queen’s Mediterranean Medal,
- The Transport Medal,
- The King’s South Africa Medal.[9]